# Индуистский американский фонд
Индуистский американский фонд (ИАФ) (англ. Hindu American Foundation, HAF) — американская индуистская общественная организация, получившая известность своими выступлениями в защиту прав индуистов США. Основана 3 сентября 2003 года. Одним из основателей ИАФ является индуистский активист Асим Шукла.

## Основные цели
Согласно официальному сайту организации, ИАФ стремится пропагандировать «индуистские и американские идеалы понимания, терпимости и плюрализма» и выступает против «ненависти, дискриминации, дефамации и террора». ИАФ не аффилирован с какой-либо религиозной или политической организацией и «стремится служить американском индуистам всех сампрадай».

## Деятельность
В сотрудничестве с Американским еврейским комитетом, ИАФ проводил работу по противодействию дискриминации евреев и индуистов в кампусах Стэнфордского университета и других американских вузов.
В 2005 году ИАФ опубликовал отчёт о правах индуистских верующих в Бангладеш, Пакистане и Кашмире. В отчёте были собраны ссобщения СМИ и свидетельства очевидцев о нарушении прав индуистов в этих мусульманских странах. Данный отчёт был представлен членам Конгресса США от Демократической и Республиканской партий и получил поддержку с их стороны. Отчёт также получил положительные отзывы со стороны представителей иудаизма и ряда американских учёных. Так, профессор религиоведения Флоридского международного университета Натан Кац отметил, что отчёт «открывает глаза» на тяжёлую ситуацию индуистского меньшинства в Бангладеш, Пакистане и Афганистане, где индуисты «регулярно подвергаются невообразимо жестоким преследованиям». С тех пор ИАФ публикует такого рода отчёты ежегодно, привлекая внимание общественности к проблемам индуистских меньшинств в ряде стран мира.
Широкое освещение в СМИ получил скандал с учебниками для калифорнийских школ. 16 марта 2006 года ИАФ оспорил в суде решение Комитета по образованию штата Калифорния, ранее отвергнувшего большинство из предложенных ИАФ «проиндуистских» поправок в школьный учебник по истории древнего мира. Комитет сделал это под давлением ряда учёных и общественных организаций, посчитавших предложенные ИАФ поправки ревизионистскими. ИАФ одержал частичную победу в суде: 1 сентября 2006 года калифорнийский суд постановил, что Комитет по образованию штата Калифорния допустил нарушения установленного процесса одобрения школьных учебников. В то же самое время суд посчитал переписывание учебника чрезмерно дорогостоящей процедурой и постановил не вносить в него изменений.
В 2010 году ИАФ начал так называемую «кампанию за йогу», призывая американское общество более широко признать религиозную составляющую йоги и её индуистские корни.